# Rubisco

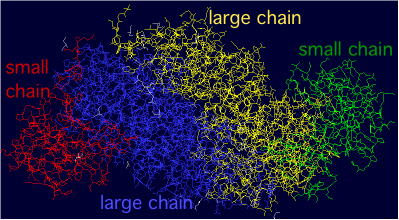
Model cząsteczki rubisco

Rubisco, karboksylaza/oksygenaza rybulozo-1,5-bisfosforanu, karboksydysmutaza (ang. ribulose bisphosphate carboxylase-oxygenase; EC 4.1.1.39) – enzym występujący w komórkach roślin. Jest to niezwykle rozpowszechniony enzym katalizujący reakcję przyłączenia cząsteczki dwutlenku węgla do rybulozo-1,5-bisfosforanu (RuBP) w tak zwanej fazie ciemnej procesu fotosyntezy. In vivo enzym jest aktywny w obecności światła. Działanie enzymu związane jest też z fotooddychaniem gdzie rubisco funkcjonuje jako oksygenaza, katalizująca rozbicie cząsteczki r-1,5-bisfosforanu z udziałem tlenu cząsteczkowego na fosfoglicerynian i fosfoglikolan. Rubisco jest białkiem, które stanowi ok. 50% wszystkich rozpuszczalnych białek występujących w liściach roślin.

## Struktura enzymu
U roślin, glonów, sinic i innych bakterii fotosyntetyzujących i chemosyntetyzujących enzym składa się z dwóch podjednostek: podjednostki dużej L (około 55 kDa) i podjednostki małej S (około 13 kDa). Centrum aktywne enzymu przyłączające rybulozo-1,5-bisfosforan znajduje się na podjednostce dużej, będącej dimerem, w którym każdy z polipeptydów posiada miejsce przyłączenia substratu. Cały enzym składa się z ośmiu podjednostek dużych i ośmiu małych o łącznej masie około 550 kDa. U części bakterii i bruzdnic enzym składa się tylko z dużych podjednostek.
Dla właściwego działania enzym wymaga aktywacji polegającej na przyłączeniu jonu magnezowego (Mg2+). Właściwe umiejscowienie jonu magnezu jest możliwe dzięki przyłączeniu dodatkowej cząsteczki CO2 niestanowiącej substratu do lizyny w centrum aktywnym. Tworzeniu karbaminianu sprzyja wyższe pH oraz wysokie stężenie jonów magnezu występujące na świetle w stromie chloroplastów lub cytoplazmie prokariotów.

## Inżynieria genetyczna
Wiadomo, że aktywność rubisco może wpływać ograniczająco na fotosyntezę u roślin. Dzięki rozwojowi genetyki staje się możliwe poprawienie fotosyntezy poprzez modyfikację genów kodujących enzym i poprawę jego aktywności lub obniżenie aktywności oksydacyjnej. Badania nad przenoszeniem pomiędzy organizmami i ekspresją genów poszczególnych podjednostek rubisco mogą umożliwić takie zmodyfikowanie genów aby zwiększyła się specyficzność enzymu wobec dwutlenku węgla lub zwiększyła szybkość wiązania węgla.
Jednym ze sposobów zwiększenia wydajności fotosyntezy jest możliwość przeniesienia do roślin enzymu rubisco z krasnorostu Galdieria partita. Zwiększyłoby to wydajność fotosyntezy oraz ilość plonów z uprawianych roślin. Ważnym osiągnięciem jest zastąpienie enzymu tytoniu wersją pochodzącą z fotosyntetyzującej bakterii purpurowej Rhodospirillum rubrum.
Badania wskazują, że istnieje względna równowaga między reakcją karboksylacji a reakcją oksygenacji, a rubisco jest niemal optymalny. Odkąd fotosynteza jest jedynym, najefektywniejszym z naturalnych procesów regulującym poziom CO2 w atmosferze ziemskiej, biochemiczny model reakcji katalizowanej przez rubisco używany jest jako kluczowy element modelów zmian klimatu. Poprawność modelu reakcji wiązania dwutlenku węgla jest niezbędna do podstawowego zrozumienia związków i interakcji w modelach środowiskowych.